# Šťavnatka smrková
Šťavnatka smrková (Hygrophorus piceae), jinak také plžatka smrková, je zákonem chráněný (vyhláška MŽP č.395/1992Sb. jakožto silně ohrožený druh) druh houby z čeledi šťavnatkovité (Hygrophoraceae). V Červeném seznamu hub České republiky je druh uveden jako ohrožený.

## Znaky
Klobouk dorůstá 1–5 cm v průměru, nejdříve polokulovitá se plošně rozkládá, někdy se okraje zvedají a klobouk tak nabývá nálevkovitý tvar. Pokožka je čistě bílá, matná, s hebkým, plstnatým povrchem, za vlhka slizká..
Lupeny jsou bílé, s lehkým, růžovým nádechem nebo okrové, u třeně sbíhavé, na klobouku řídce uspořádané. Výtrusný prach je bílý.
Třeň 3–7 cm dlouhý, hladký, bílý, lepkavý, plný, má tendenci prohýbat se na vrcholu je posetý drobounkými, bílými vločkami.
Bílá dužnina postrádá jakoukoliv vůni i chuť. 

## Užití
Jedlá houba.

## Ekologie
Od října do listopadu se houba vyskytuje ve výše položených smrkových lesích, jejich okrajích a na paloucích. Plodnice můžeme nalézt rostoucí solitérně nebo ve skupinkách.

## Rozšíření
Výskyt druhu byl popsán v Evropě, Severní Americe, Rusku a Číně.

## Možnost záměny
- Šťavkatka Hedrychova (Hygrophorus hedrychii) – liší se výskytem pod břízami
- Šťavnatka slonovinová (Hygrophorus eburneus – liší se výskytem pod buky
- Voskovka panenská (Cuphophyllus virgineus) – liší se výskytem na travnatých plochách[3]